# Inge Lehmann
Inge Lehmann (født 13. maj 1888 i København, død 21. februar 1993 sammesteds) var en dansk seismolog og statsgeodæt. Hun fik i 1920 kandidatgraden i matematik fra Københavns Universitet.
I 1936 fremsatte hun som den første en teori, hvor hun argumenterede for at Jorden har en fast indre kerne inden i den smeltede ydre kerne. Inden da havde seismologer ment, at jordens kerne bestod af én stor smeltet kerne, men var dog ikke i stand til at forklare de grundige målinger af seismiske bølger fra jordskælv, som var inkonsistente med denne ide. Lehmann analyserede målingerne fra seismiske bølger og konkluderede at Jorden måtte have en fast indre kerne og en smeltet kerne omkring denne, for at kunne danne seismiske bølger, der stemte overens med målingerne. Andre seismologer testede og accepterede Lehmanns teori. Lehman er også en af de længst-levende videnskabspersoner nogensinde, da hun blev 104 år.

## Liv og gerning
Hun blev født i Danmark i 1888 som datter af professor Alfred Georg Ludvig Lehmann (1858-1921) og Ida Sophie Tørsleff (1866-1935). Hendes tidlige uddannelse skete på en progressiv skole, Hanna Adlers Fællesskole, hvor drenge og piger blev behandlet nøjagtig ens, i modsætning til datidens matematiske og videnskabelige mandssamfund, som hun senere stødte på, som hun engang protesterede over til sin nevø: "Du skal vide, hvor mange inkompetente mænd, jeg var nødt til at konkurrere med - forgæves."
Som 15–16-årig oplevede hun et jordskælv hjemme hos sin familie.
Lehmann studerede på Newham College i Cambridge fra 1911, hvor hun også besøgte Niels Bohr. Tilbage i Danmark arbejdede Lehmann for Gjensidige Forsikring, og fra 1918 studerede hun på Københavns Universitets Matematisk-Naturvidenskabelige Fakultet hvor hun fik eksamen i 1923. Professor på Geodætisk Institut Niels Erik Nørlund inkluderede hende i instituttet, hvor hun senere blev leder af dets Seismiske Afdeling indtil 1953.

### Teori om jordkernen og seismiske bølger
I 1929 indtrådte et stort jordskælv nær New Zealand. Inge Lehmann studerede chokbølgerne og blev forvirret af, hvad hun så.
Seismografen, der registrerer seismiske bølger, blev opfundet i 1880. Ved udgangen af samme årti var der oprettet seismiske stationer over hele verden. På dette tidspunkt troede geofysikerne, at jorden bestod af en flydende kerne omgivet af en fast kappe, der selv var omgivet af en skorpe, alle adskilt af pludselige ændringer i jordens tæthed, kaldet "diskontinuiteter." Seismiske signaler består af flere slags bølger. De vigtige for forståelsen af jordens indre er P-bølger, (primære eller trykbølger) og S-bølger (sekundære eller forskydningsbølger), som rejser gennem fast og flydende materiale på forskellige måder.
Et par P-bølger, som burde have været afbøjet af kernen, var faktisk registreret ved seismiske stationer. Lehmann opstillede den teori, at disse bølger var nået et stykke ind i kernen og først derefter prellede af en slags grænse. Hendes fortolkning af disse data var grundlaget for en artikel i 1936,
i hvilken hun argumenterede for, at Jordens kerne ikke kun er flydende, men at der også er en fast kerne som accelererer og afbøjer P-bølger (eftervist i 1971 af computerberegninger). Hun skrev også en afhandling med titlen P’ der beskriver P-bølger og andre aspekter ved seismografien.

### Ansættelse
Hun var ansat på Geodætisk Institut, som hun bevarede tilknytning til også efter pensioneringen. Hun fortsatte med at publicere videnskabelige artikler, til hun var højt oppe i årene, således udgav hun artiklen "Seismology in the days of old" i 1987 da hun var højt oppe i 90'erne.

## Anerkendelse
Lehmann modtog Tagea Brandts Rejselegat hele to gange, i 1938 og igen i 1967.
Først sent i hendes karriere fulgte anerkendelsen, der til gengæld kom i rigt mål: 1957 udnævntes hun til Associate of The Royal Astronomical Society i London, 1959 til Honorary Fellow Royal Society Edinburgh, og 1969 blev hun optaget som Foreign Member of the Royal Society i London. Hun blev tildelt æresdoktorgraden ved Columbia University, New York i 1964, og fire år efter hædrede Københavns Universitet hende med den samme titel. Endvidere modtog hun bl.a. Harry Oscar Wood Award in Seismology 1960, Deutsche Geophysikalische Gesellschafts Emil Wiechert medalje 1964, Videnskabernes Selskabs guldmedalje 1965 og Seismological Society of Americas medalje 1978. I 1996 stiftede American Geophysical Union The Inge Lehmann Medal, og en seismisk målestation på Grønland er desuden opkaldt efter hende. I 2024 blev Lehmann offentliggjort af Nationalbanken som motiv for Danmarks nye pengesedler, som vil blive udstedt i 2028.

### Legat
Hun etablerede et legat, som bestyres af Videnskabernes Selskab. Det tildeles på skift en forsker inden for geofysikken og psykologien og blev første gang uddelt 1984.

## Gravsted
Hun er begravet på Hørsholm Kirkegård.

## Hædersbevisninger
Hun modtog mange udmærkelser for sine videnskabelige præstationer, blandt dem Gordon Wood-prisen (1960), Emil Wiechert-medaljen (1964), Videnskabernes Selskabs guldmedalje (1965), Tagea Brandt Rejselegat (1938 og 1967), Fellow i Londons Royal Society i 1969, William Bowie-medaljen  (1971, som den første kvinde), og Amerikas seismologiske samfunds medalje i 1977. Hun fik æresdoktorgrader fra Columbia University i 1964 og fra Københavns Universitet i 1968 foruden talrige æresmedlemskaber.

## Erindringsmanifestationer
I sin sidste tid sagde hun til sin nevø Nils Groes: "Jeg har ligget og tænkt på mit liv. Det har været et langt, rigt og tilfredsstillende liv, med mange sejre og gode minder." Hendes formue blev doneret til en fond, administreret af Det Kongelige Danske Videnskabernes Selskab, og går hvert år skiftevist til en psykolog (til ære for hendes far) og til en geofysiker. Inge Lehmann ligger begravet på Hørsholm Kirkegård ved siden af sin far.
Den 13. maj 2015, som var den 127. årsdag for hendes fødsel, dedikerede Google sin verdensomspændende Google Doodle som en hyldest til hende.
I 2015 (som var 100-året for kvinders valgret) fik Inge Lehmann, som en anerkendelse for sin lange kamp mod det mandsdominerede forskningsmiljø, der bl.a. herskede i Danmark i midten af det 20. århundrede, opkaldt en ny klanner-art efter sig: ✝Globicornis (Hadrotoma) ingelehmannae sp. n., Jiří Háva & Anders Leth Damgaard, 2015. 
15. maj 2017 blev en skulptur for at ære Inge Lehmann udført af billedkunstneren Elisabeth Toubro afsløret på Frue Plads i København ved siden af Niels Bohrs buste..
På Nordre Fasanvej 14, Frederiksberg blev et gavlmaleri til minde om Inge Lehmann udført af Anne Bundgaard indviet 24. august 2024. 
I Danmark er to veje opkaldt efter hende, Inge Lehmanns Vej ved Rigshospitalet i København og Inge Lehmanns Gade på Aarhus Havn.
I 2019 blev Lehmann spillet af Iben Hjejle i et teaterstykke.
I 2025udgav Sussi Bech og Helle Houkjær tegneserien Inge Lehmann – Jordens inderste kerne om Lehmanns liv og forskning.
I 2024 annonceredes det, at Lehmann var blevet udvalgt som motiv på en af Nationalbankens nye pengesedler, der udgives i 2028.

## Forfatterskab — udvalgte artikler
- Inge Lehmann (1936), "P'", Publications du Bureau central séismologique international. Série A, Travaux scientifiques: 87-115, Wikidata  Q63089100
- Inge Lehmann (december 1961), "S and the Structure of the Upper Mantle", Geophysical Journal International, 4 (s0): 124-138, doi:10.1111/J.1365-246X.1961.TB06808.X, Wikidata  Q130241371
- Inge Lehmann (20. januar 1987), "Seismology in the days of old", Eos, 68 (3): 33-35, doi:10.1029/EO068I003P00033-02, Wikidata  Q64388216